# Prostore, Cernihivka
Prostore (în ucraineană Просторе, în germană Grossweide) este localitatea de reședință a comunei Prostore din raionul Cernihivka, regiunea Zaporijjea, Ucraina. Satul a fost locuit de germanii pontici.   

## Demografie
Componența lingvistică a localității Prostore
     Ucraineană (94,39%)
     Rusă (5,61%)
Conform recensământului din 2001, majoritatea populației localității Prostore era vorbitoare de ucraineană (94,39%), existând în minoritate și vorbitori de rusă (5,61%).